# Iwan Sergejewitsch Wischnewski
Iwan Sergejewitsch Wischnewski (russisch Иван Сергеевич Вишневский; englische Transkription: Ivan Sergeyevich Vishnevskiy; * 18. Februar 1988 in Barnaul, Russische SFSR) ist ein ehemaliger russischer Eishockeyspieler, der im Verlauf seiner aktiven Karriere zwischen 2003 und 2021 unter anderem über 500 Spiele in der Kontinentalen Hockey-Liga (KHL) auf der Position des Verteidigers bestritten hat. Darüber hinaus absolvierte Wischnewski fünf Partien für die Dallas Stars in der National Hockey League (NHL).

## Karriere
Iwan Wischnewski begann seine Karriere beim HK Lada Toljatti, wo er bis zum Sommer 2005 in der zweiten Mannschaft in der drittklassigen Perwaja Liga auflief. Im Sommer 2005 wählte ihn das Management der Huskies de Rouyn-Noranda während des CHL Import Draft in der zweiten Runde an insgesamt 68. Stelle aus. In den folgenden drei Spieljahren ging er für die Huskies in der Ligue de hockey junior majeur du Québec (LHJMQ) aufs Eis. Im Sommer 2008 erhielt er seinen ersten Profivertrag bei den Dallas Stars aus der National Hockey League (NHL), die ihn im NHL Entry Draft 2006 in der ersten Runde an 27. Stelle ausgewählt hatten. In der Spielzeit 2008/09 kam er vor allem in der American Hockey League (AHL) bei den Peoria Rivermen zum Einsatz, absolvierte aber auch drei NHL-Spiele für die Stars.
Am 9. Februar 2010 wurde Wischnewski zusammen mit einem Viertrunden-Wahlrecht im NHL Entry Draft 2010 im Tausch gegen Kari Lehtonen an die Atlanta Thrashers abgegeben. Bis Saisonende spielte der Russe für deren Farmteam, die Chicago Wolves, in der AHL. Am 1. Juli 2010 wurde Wischnewski in einem Tauschhandel gemeinsam mit einem Zweitrunden-Wahlrecht im NHL Entry Draft 2011 zu den Chicago Blackhawks transferiert, die Andrew Ladd nach Atlanta schickten. Auch in Chicago gelang dem Verteidiger der Durchbruch in der NHL nicht, sodass er die gesamte Saison 2010/11 bei den Rockford IceHogs in der AHL verbrachte. Im Mai 2011 entschied er sich für eine Rückkehr nach Russland und unterzeichnete einen Kontrakt bei Atlant Moskowskaja Oblast.
In den folgenden Jahren spielte er für Salawat Julajew Ufa, Torpedo Nischni Nowgorod und HK Traktor Tscheljabinsk, ehe er im Sommer 2018 zu Awtomobilist Jekaterinburg wechselte. Nachdem er ab Dezember 2019 beim HK Spartak Moskau gespielt hatte, kehrte er Ende November 2020 zu seinem Ausbildungsverein nach Toljatti zurück. Bereits im Februar 2021 verließ er den Klub jedoch wieder und ging zum HK Poprad aus der slowakischen Extraliga, wo der 33-Jährige seine Karriere im Sommer 2021 beendete.

### International
Auf internationaler Ebene kam Wischnewski im Juniorenbereich bei der Super Series 2007 für sein Heimatland zum Einsatz. In sechs Spielen erzielte er dabei ein Tor.

## Erfolge und Auszeichnungen
- 2006 Teilnahme am CHL Top Prospects Game
- 2006 LHJMQ All-Rookie Team
- 2006 CHL All-Rookie Team
- 2008 LHJMQ Second All-Star Team
- 2010 Teilnahme am AHL All-Star Classic

## Karrierestatistik

### International
Vertrat Russland bei:
- Super Series 2007

(Legende zur Spielerstatistik: Sp oder GP = absolvierte Spiele; T oder G = erzielte Tore; V oder A = erzielte Assists; Pkt oder Pts = erzielte Scorerpunkte; SM oder PIM = erhaltene Strafminuten; +/− = Plus/Minus-Bilanz; PP = erzielte Überzahltore; SH = erzielte Unterzahltore; GW = erzielte Siegtore; 1 Play-downs/Relegation; Kursiv: Statistik nicht vollständig)